# Lacaria schachovskoyi
Lacaria schachovskoyi är en fjärilsart som beskrevs av Sperry 1954. Lacaria schachovskoyi ingår i släktet Lacaria och familjen mätare. Inga underarter finns listade i Catalogue of Life.